# 賴特 (紐約州)
賴特（英語：Wright）是一個位於美國紐約州斯科哈里縣的鎮。

## 人口
根據2020年美國人口普查的數據，賴特的面積為74.38平方千米，當中陸地面積為74.17平方千米，而水域面積為0.21平方千米。當地共有人口1516人，而人口密度為每平方千米20人。